# Louis Godefroy Jadin

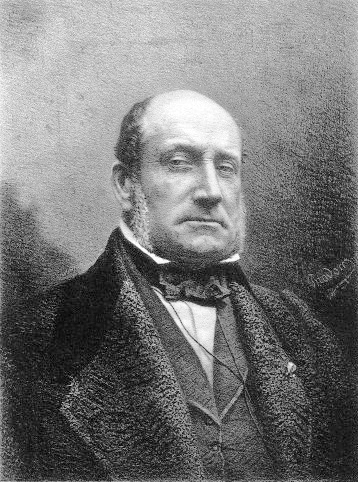
Louis Godefroy Jadin, självporträtt.

Louis Godefroy Jadin, född den 30 juni 1805 i Paris, död den 24 juni 1882, var en fransk djurmålare. 
Jadin, som var elev till Abel de Pujol och Hersent, var en i teknik och bravurmässig framställning förfaren konstnär, vars specialitet var livfulla jaktstycken med hunden som ett starkt dominerande element. Under julikungadömet var hans konst mycket efterfrågad, särskilt för dekorativa ändamål: Aurora som loftsbild för senatsbyggnaden, åtta jaktbilder till det gamla statsministeriets matsal, med mera. Också hans landskap gjorde betydande lycka. Hans son och elev, Emmanuel Charles Jadin, som studerade vidare under Cabanel, utmärkte sig genom flera genre- och djurbilder.